# Suicidio cuántico
En mecánica cuántica, se denomina suicidio cuántico a un experimento mental propuesto de manera independiente por Hans Moravec (1987) y Bruno Marchal (1988), y desarrollado por Max Tegmark en 1998.
El experimento trata de distinguir entre la interpretación de Copenhague y la teoría de los universos múltiples de Hugh Everett a través de una variación del experimento del gato de Schrödinger, consistente en mirar este último desde el punto de vista del gato.
El experimento supone un hombre sentado con un arma que apunta hacia su cabeza. El arma es manipulada por una máquina que mide la rotación de una partícula subatómica. Cada vez que el hombre apriete el gatillo el arma se disparará dependiendo del sentido de la rotación de la partícula: Si gira en sentido horario el arma dispara, en sentido contrario no lo hace.
Según la interpretación de Copenhague, con cada ejecución del experimento existe un 50 % de probabilidad de que el arma sea disparada y el hombre muera. La teoría de los universos múltiples plantea que cada ejecución del experimento divide el universo en dos: uno en que el hombre vive y otro en el que muere. Después de muchas series de la prueba, habrá muchos universos. En todos ellos menos en uno el hombre dejará de existir, pero siempre habrá un universo donde siga existiendo. Desde el punto de vista del hombre, por mucho que apriete el gatillo del arma nunca se disparará, toda vez que su conciencia seguirá existiendo en uno de los universos. Esto último es lo que se denomina inmortalidad cuántica.

## Experimento mental
El experimento mental del suicidio cuántico involucra un aparato similar al gato de Schrödinger: una caja que mata al ocupante en un período de tiempo dado con una probabilidad de la mitad debido a la incertidumbre cuántica. La única diferencia es que el experimentador que registra las observaciones sea el que está dentro de la caja. El significado de esto es que alguien cuya vida o muerte dependa de un qubit podría posiblemente distinguir entre interpretaciones de la mecánica cuántica. Por definición, los observadores fijos no pueden.
Al comienzo de la primera iteración, bajo ambas interpretaciones, la probabilidad de sobrevivir al experimento es del 50%, según lo dado por la norma al cuadrado de la función de onda. Al comienzo de la segunda iteración, asumiendo que una interpretación de un solo mundo de la mecánica cuántica (como la interpretación de Copenhague ampliamente sostenida) es cierta, la función de onda ya colapsó; por lo tanto, si el experimentador ya está muerto, existe un 0% de posibilidades de supervivencia para otras iteraciones. Sin embargo, si la interpretación de los mundos múltiples es cierta, necesariamente existe una superposición del experimentador vivo (como también lo hace el que muere). Ahora, salvo la posibilidad de vida después de la muerte, después de cada iteración, solo una de las dos superposiciones del experimentador, la viva, es capaz de tener algún tipo de experiencia consciente. Dejando de lado los problemas filosóficos asociados con la identidad individual y su persistencia, bajo la interpretación de los múltiples mundos, el experimentador, o al menos una versión de ellos, continúa existiendo a través de todas sus superposiciones donde el resultado del experimento es que viven. En otras palabras, una versión del experimentador sobrevive a todas las iteraciones del experimento. Dado que las superposiciones en las que vive una versión del experimentador ocurren por necesidad cuántica (según la interpretación de muchos mundos), se sigue que su supervivencia, después de cualquier número realizable de iteraciones, es físicamente necesaria; de ahí la noción de inmortalidad cuántica.
Una versión del experimentador que sobrevive contrasta radicalmente con las implicaciones de la interpretación de Copenhague, según la cual, aunque el resultado de supervivencia es posible en cada iteración, su probabilidad tiende a cero a medida que aumenta el número de iteraciones. Según la interpretación de los mundos múltiples, el escenario anterior tiene la propiedad opuesta: la probabilidad de que viva una versión del experimentador es necesariamente de uno para cualquier número de iteraciones.
En el libro Our Mathematical Universe, Max Tegmark expone tres criterios que, en abstracto, un experimento de suicidio cuántico debe cumplir: 
1. El generador de números aleatorios debe ser cuántico, no determinista, de modo que el experimentador entre en un estado de superposición de estar vivo y muerto.
2. El experimentador debe ser muerto (o al menos inconsciente) en una escala de tiempo más corta que aquella en la que puede tomar conciencia del resultado de la medición cuántica.[nota 2]
3. El experimento debe ser virtualmente seguro de matar al experimentador y no simplemente dañarlo.[3]